# Coptocercus crucigerus
Coptocercus crucigerus är en skalbaggsart som först beskrevs av Hope 1842.  Coptocercus crucigerus ingår i släktet Coptocercus och familjen långhorningar. Inga underarter finns listade i Catalogue of Life.